# Cortinarius subbalaustinus

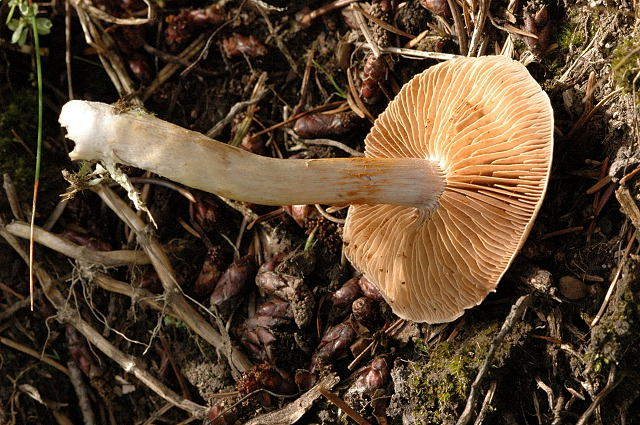

Cortinarius.subbalaustinus Rob. Henry – gatunek grzybów należący do rodziny zasłonakowatych (Cortinariaceae).

## Systematyka i nazewnictwo
Pozycja w klasyfikacji według Index Fungorum: Cortinarius, Cortinariaceae, Agaricales, Agaricomycetidae, Agaricomycetes, Agaricomycotina, Basidiomycota, Fungi.
Po raz pierwszy opisał go Robert Henry w 1991 r. Do 2020 r. brak polskiej nazwy.

## Morfologia
Kapelusz
Średnica 2–5 cm, początkowo wypukły, potem płaski z niskim i tępym garbem. Brzeg w stanie wilgotnym lekko prążkowany. Powierzchnia w stanie suchym ochrowobrązowa, w stanie wilgotnym o barwie od czerwonobrązowej do rdzawobrązowej.
Blaszki
Średnio gęste, wąsko przyrośnięte, ciemnoochrowe lub ochrowobrązowe. Ostrza gładkie.
Trzon
Wysokość 2–6 cm, grubość 0,4–0,6 cm, cylindryczny lub poszerzający się ku podstawie. Powierzchnia w stanie suchym ochrowobrązowa z białymi, przylegającymi włókienkami. W połowie wysokości włókienka te tworzą strefę pierścieniową. Zasnówka biała.
Miąższ
Cienki, w kapeluszu jasnobrązowy, w
trzonie rdzawobrązowy o niewyraźnym zapachu. Eksykaty mają rdzawobrązowy kapelusz i jasnoszarobrązowy trzon.
Cechy mikroskopowe;
Zarodniki elipsoidalne, brązowe, średnio brodawkowane, 7,5-10,0/4,0–5,0 μm. Cheilocystyd brak.

## Występowanie i siedlisko
Znane jest występowanie Cortinatius subbalaustinus w Ameryce Północnej i Europie. W Polsce po raz pierwszy jego stanowisko podał Tomasz Ślusarczyk w 2010 r. w Karkonoszach.
Naziemny grzyb mykoryzowy. Występuje w lasach liściastych i mieszanych pod brzozami, grabami i dębami, na torfowiskach, wrzosowiskach i przydrożach.